# Zoja Rigel
Zoja Wasiljewna Rigel z domu Szczerbakowa (ros. Зоя Васильевна Ригель, z d. Щербакова, ur. 15 października 1952 we  wsi Muli, obecnie Wysokogornyj w Kraju Chabarowskim) – radziecka lekkoatletka, biegaczka średniodystansowa, medalistka mistrzostw Europy z 1978.
Zdobyła brązowy medal w biegu na 800 metrów na mistrzostwach Europy w 1978 w Pradze, przegrywając jedynie ze swymi koleżankami z reprezentacji ZSRR Tatjaną Prowidochiną i Nadieżdą Musztą Ustanowiła wówczas swój najlepszy wynik w karierze – 1:56,57 s.
Była wicemistrzynią ZSRR w biegu na 1500 metrów w 1978 i 1980, a w hali była mistrzynią na tym dystansie w 1978.
Jej rekord życiowy w biegu na 800 metrów wynosił 1:56,57 (31 sierpnia 1978 w Pradze), a w biegu na 1500 metrów 4:03,9 (17 września 1978 w Tbilisi).
Ma wyższe wykształcenie ekonomiczne. Pracuje jako docent w katedrze wychowania fizycznego na państwowym uniwersytecie ekonomii i usług we Władywostoku.